# 幸福的記憶
《幸福的記憶》（日語：しあわせの記憶），是一部由每日放送制作的新春SP劇，2017年1月8日於TBS電視台播映。本劇由渡邊謙主演。

## 故事簡介
本劇講述因事業失敗而與妻子離婚的父親離家出走，五年後突然回來與前妻和兩個女兒再次生活的故事。

## 登場人物

### 主要人物
- 三浦太郎：渡邊謙（香港配音：葉振聲）
- 津島夏波：北川景子（香港配音：陳皓宜）
- 津島冬花：二階堂富美（香港配音：張頌欣）
- 津島純子：麻生祐未（香港配音：袁淑珍）

### 其他
- 田島佑：千葉雄大（香港配音：張方正）
- 吉岡幸起：三浦貴大（香港配音：陳灝瑋）
- 佐藤友義：山崎樹範
- 尾方正志：菅原大吉
- 赤松洋二：螢雪次朗
- 植田史郎：小宮孝泰
- 山瀨：掛田誠
- 吉野徹：有福正志
- 根岸直人：石井貴就

## 幕後人員
- 劇本：大石静
- 導演：竹園元
- 音樂：吉俣良
- 主題曲：Uru「娘より」
- 企劃協力：沼津そうる
- 技術協力：フォーチュン
- 照明協力：Kカンパニー
- 美術協力：フジアール
- Studio：緑山スタジオ・シティ
- 製作人：志村彰、関川友理、竹園元
- 制作：The icon
- 制作著作：每日放送

## 外部連結
- しあわせの記憶 - 毎日放送 （页面存档备份，存于）